# James Garner (piłkarz)
James David Garner (ur. 13 marca 2001 w Birkenhead) – angielski piłkarz, występujący na pozycji pomocnika w angielskim klubie Evertonie. Wychowanek Manchesteru United. Były młodzieżowy reprezentant Anglii.

## Kariera klubowa
Garner do akademii Manchesteru United trafił w wieku 8 lat. 27 lutego 2019 roku zadebiutował w seniorskiej piłce w wygranym 1:3 meczu przeciwko Crystal Palace, zmieniając w 90 minucie spotkania Freda.
18 września 2020 roku został wypożyczony do Watfordu. 30 stycznia 2021 roku przeniósł się na wypożyczenie do Nottingham Forest.
1 września 2022 roku podpisał czteroletni kontrakt z Evertonem.

## Kariera reprezentacyjna
Garner był kapitanem reprezentacji Anglii do lat 17 podczas Mistrzostw Europy 2018 w tej kategorii wiekowej, gdzie doszedł wraz z reprezentacją do półfinału.

## Statystyki

### Klubowe
(aktualne na dzień 31 lipca 2022)
| Klub                     | Sezon              | Liga               | Liga  | Liga   | Puchar Anglii | Puchar Anglii | Puchar ligi | Puchar ligi | Europa | Europa | Inne  | Inne   | Suma  | Suma   |
| Klub                     | Sezon              | Liga               | Mecze | Bramki | Mecze         | Bramki        | Mecze       | Bramki      | Mecze  | Bramki | Mecze | Bramki | Mecze | Bramki |
| ------------------------ | ------------------ | ------------------ | ----- | ------ | ------------- | ------------- | ----------- | ----------- | ------ | ------ | ----- | ------ | ----- | ------ |
| Manchester United        | 2018/19            | Premier League     | 1     | 0      | 0             | 0             | 0           | 0           | 0      | 0      | –     | –      | 1     | 0      |
| Manchester United        | 2019/20            | Premier League     | 1     | 0      | 0             | 0             | 1           | 0           | 4      | 0      | –     | –      | 6     | 0      |
| Watford (wyp.)           | 2020/21            | Championship       | 20    | 0      | 0             | 0             | 1           | 0           | –      | –      | –     | –      | 21    | 0      |
| Nottingham Forest (wyp.) | 2020/21            | Championship       | 20    | 4      | 0             | 0             | 0           | 0           | –      | –      | –     | –      | 20    | 4      |
| Nottingham Forest (wyp.) | 2021/22            | Championship       | 41    | 4      | 4             | 0             | 1           | 0           | –      | –      | 3     | 0      | 49    | 4      |
| Everton                  | 2022/23            | Premier League     | 0     | 0      | 0             | 0             | 0           | 0           | –      | –      | –     | –      | 0     | 0      |
| Ogólnie w karierze       | Ogólnie w karierze | Ogólnie w karierze | 83    | 8      | 4             | 0             | 3           | 0           | 4      | 0      | 3     | 0      | 97    | 8      |